# Języki nigero-kordofańskie
Języki nigero-kordofańskie albo kongo-kordofańskie − afrykańska grupa językowa.
Języki nigero-kordofańskie stanowiły największą rodzinę językową Afryki, liczącą ok. 1000 języków. Grupa została zaproponowana przez Josepha Greenberga w 1963 roku. Obejmowała języki kordofańskie i języki nigero-kongijskie. Nazwa została zarzucona w 1989 roku po uznaniu języków kordofańskich za podgrupę nigero-kongijskich.